# バジェスタス島
バジェスタス島（las Islas Ballestas）は、ペルーのイカ県ピスコ郡に位置している国立自然保護区。複数の島々で構成されており、ペルー国内の島々を統括するReserva Nacional Sistema de Islas, Islotes y Puntas Guanerasの管理下にある。野生動物が豊富に生息していることから、「リトル・ガラパゴス」とも呼ばれ、パラカス国立自然保護区と同様に国立自然保護区に登録されている。野鳥やアシカなどを間近で見るボートサファリが人気。近隣にビーチリゾートがあることから、国内でも有数の観光地としても知られている。

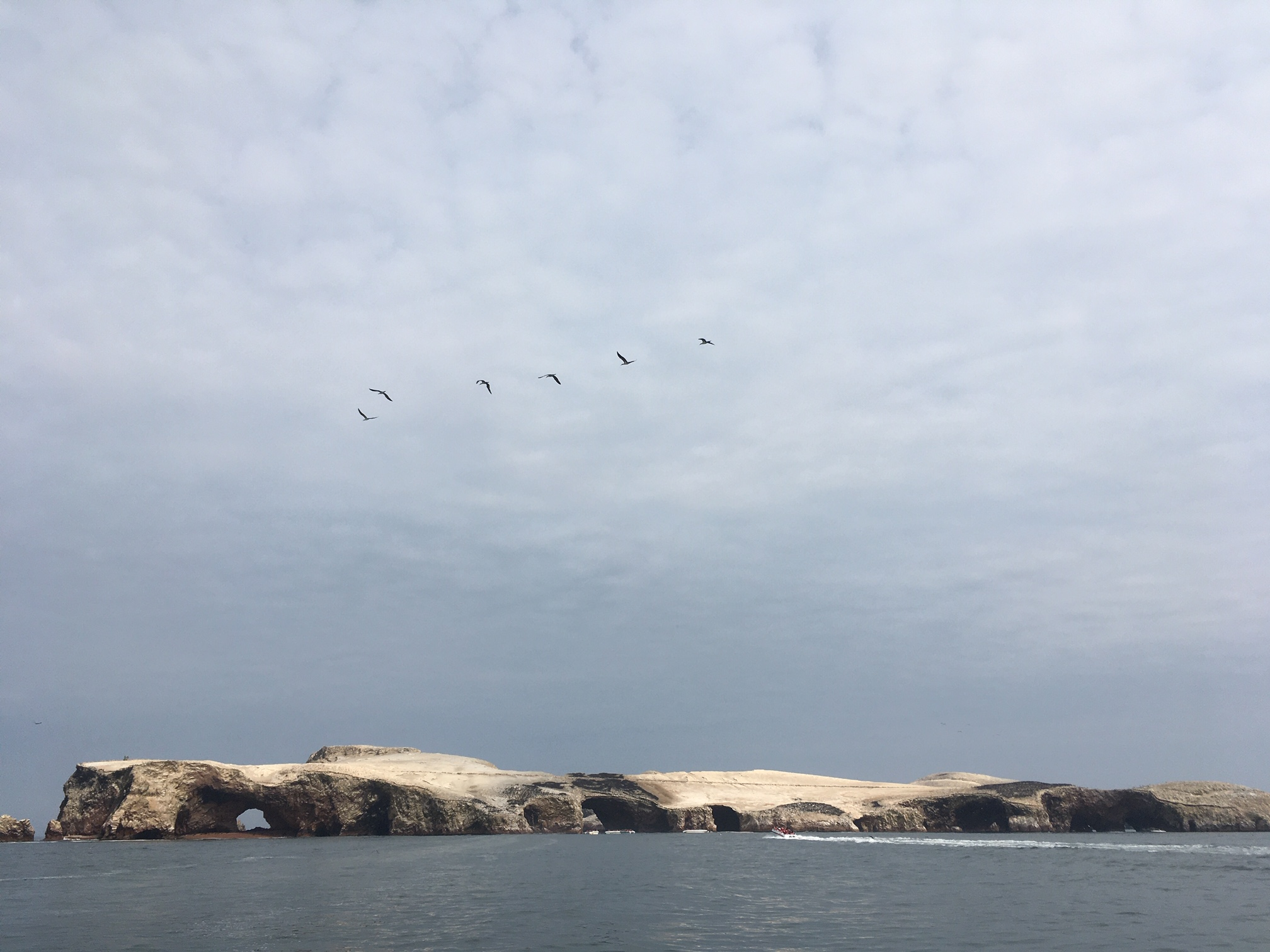
島の遠景

## 特徴

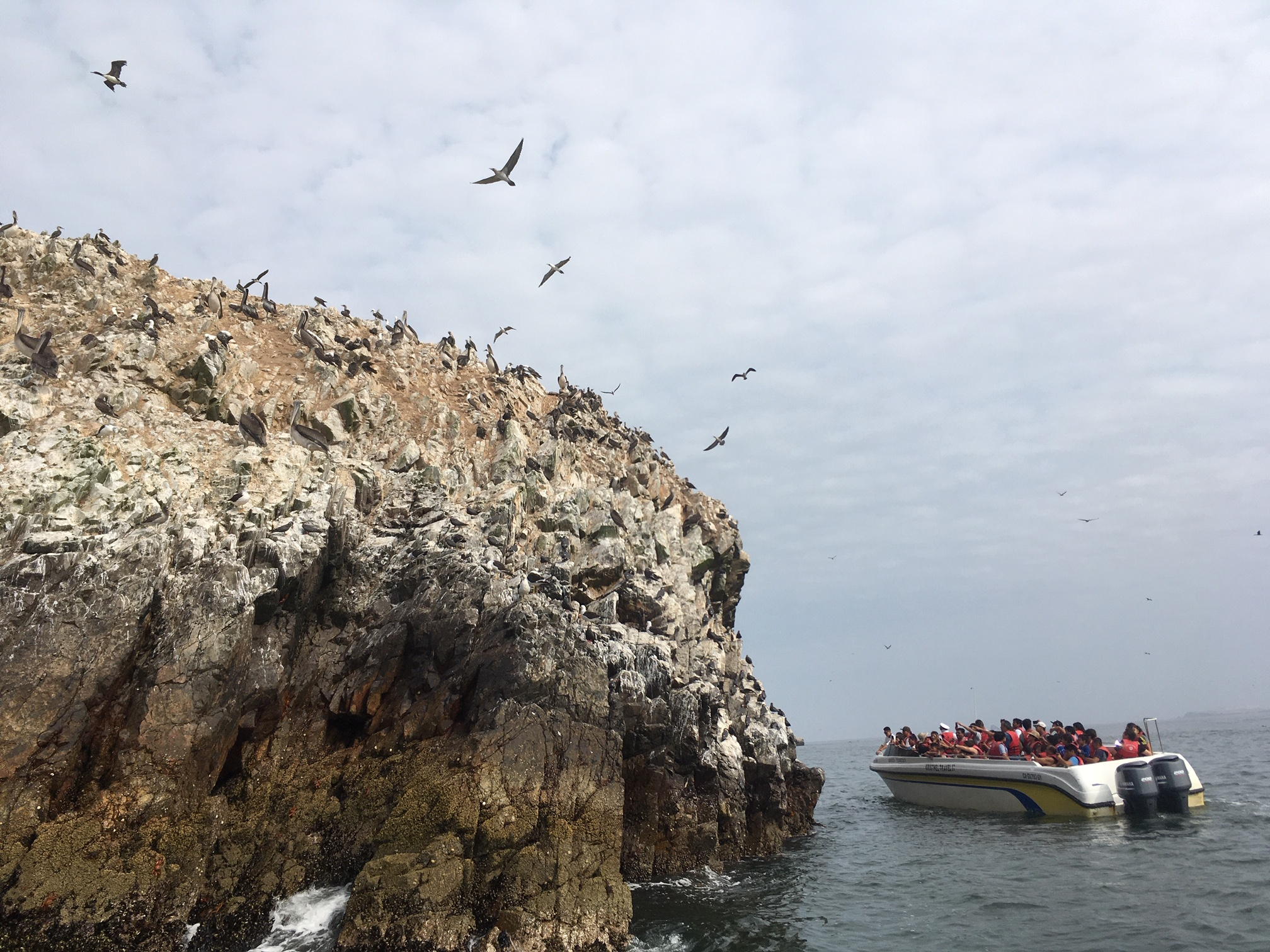
ボートサファリの様子

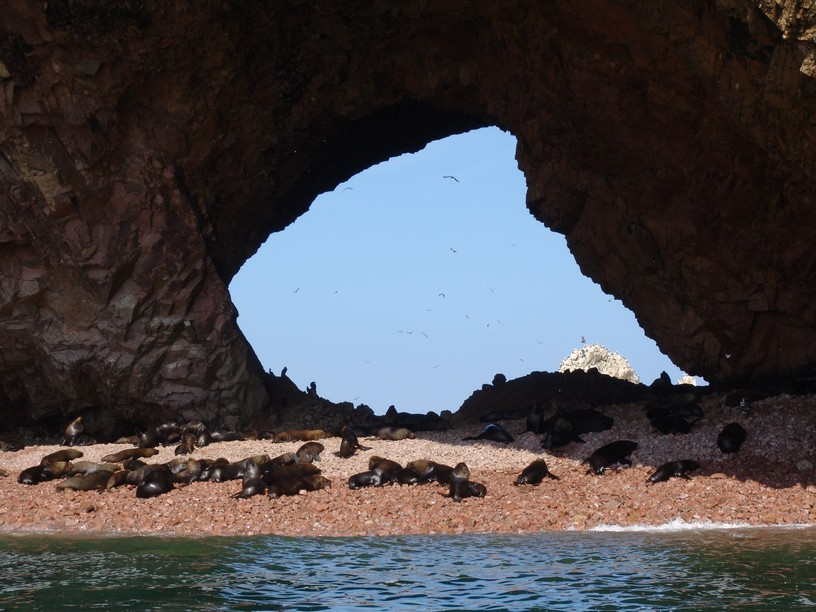
バジェスタ島のオットセイとオタリアの群れ

バジェスタス島付近は植物プランクトンが豊富なため、ペルーペリカン、インカアジサシ、グアナイ鵜、ペルーカツオドリ、オタリアをはじめ、多くの野生動物が集まる。また、南極からはフンボルト海流が流れているため、時期が合えばフンボルトペンギンも見ることができる。島の岩々が白く見えるのは、グアノと呼ばれる鳥の餌や卵の殻、死骸、鳥の排泄物などが化石化したもの。近年これらが高級肥料として乱獲され、産卵環境が悪化したことから、フンボルトペンギンの数が減少し、絶滅危惧種に指定された。現在、島内の立ち入りは禁止されている。

## 観光
多くの野生生物が生息していることから、ボートサファリが人気。2018年には499,199人の観光客が訪れ、PROMPERÚ（Comisión de Promoción del Perú para la Exportación y el Turismo）が発表した「2018年にペルーで最も観光客が訪れた国立自然保護区ランキング」では、全国1位を記録した。

## アクセス
リマからは南に260キロ離れており、イカ市内からの所要時間は約1時間半。ボートサファリの所要時間は、1時間半程度。

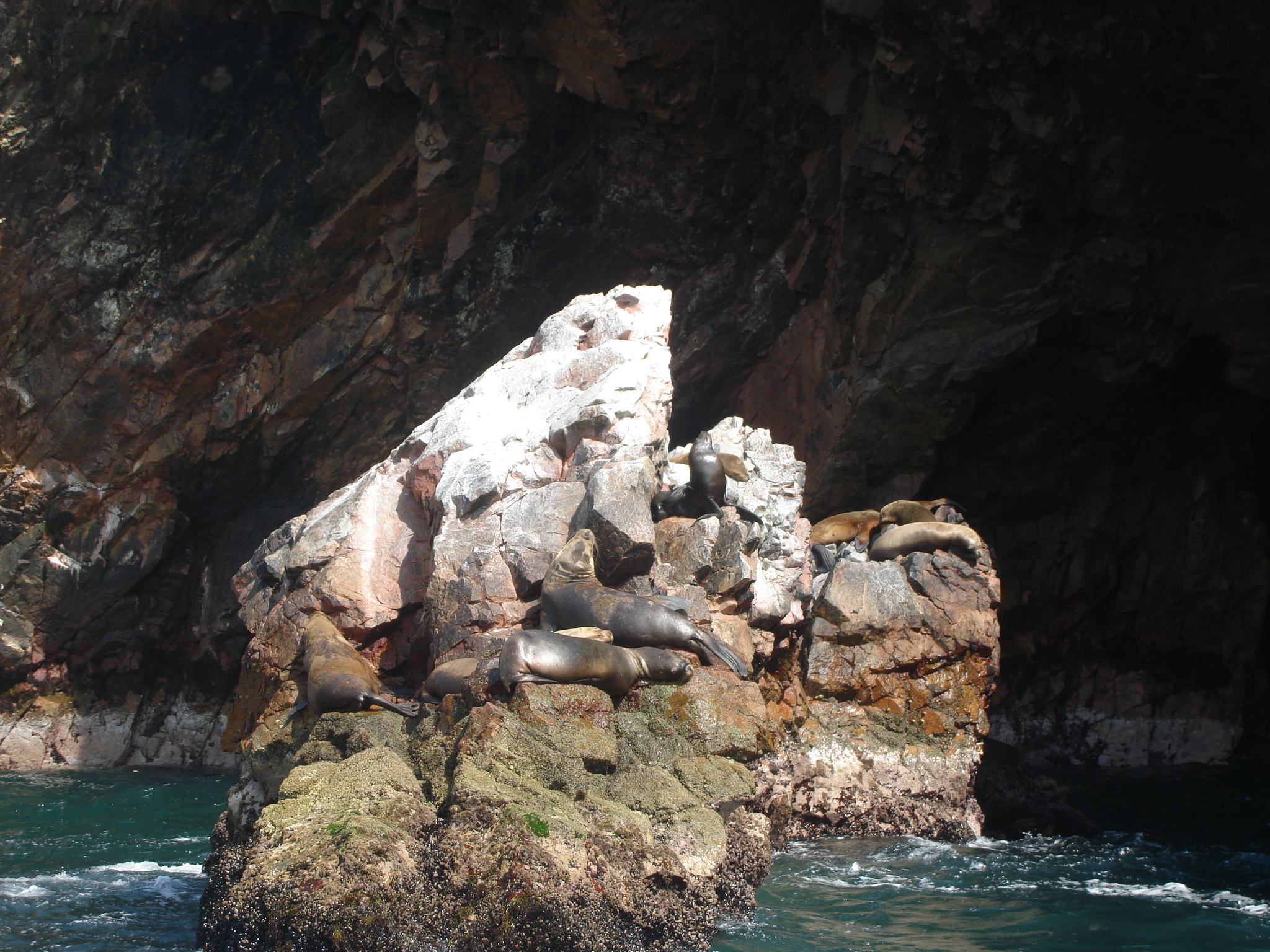
オットセイ
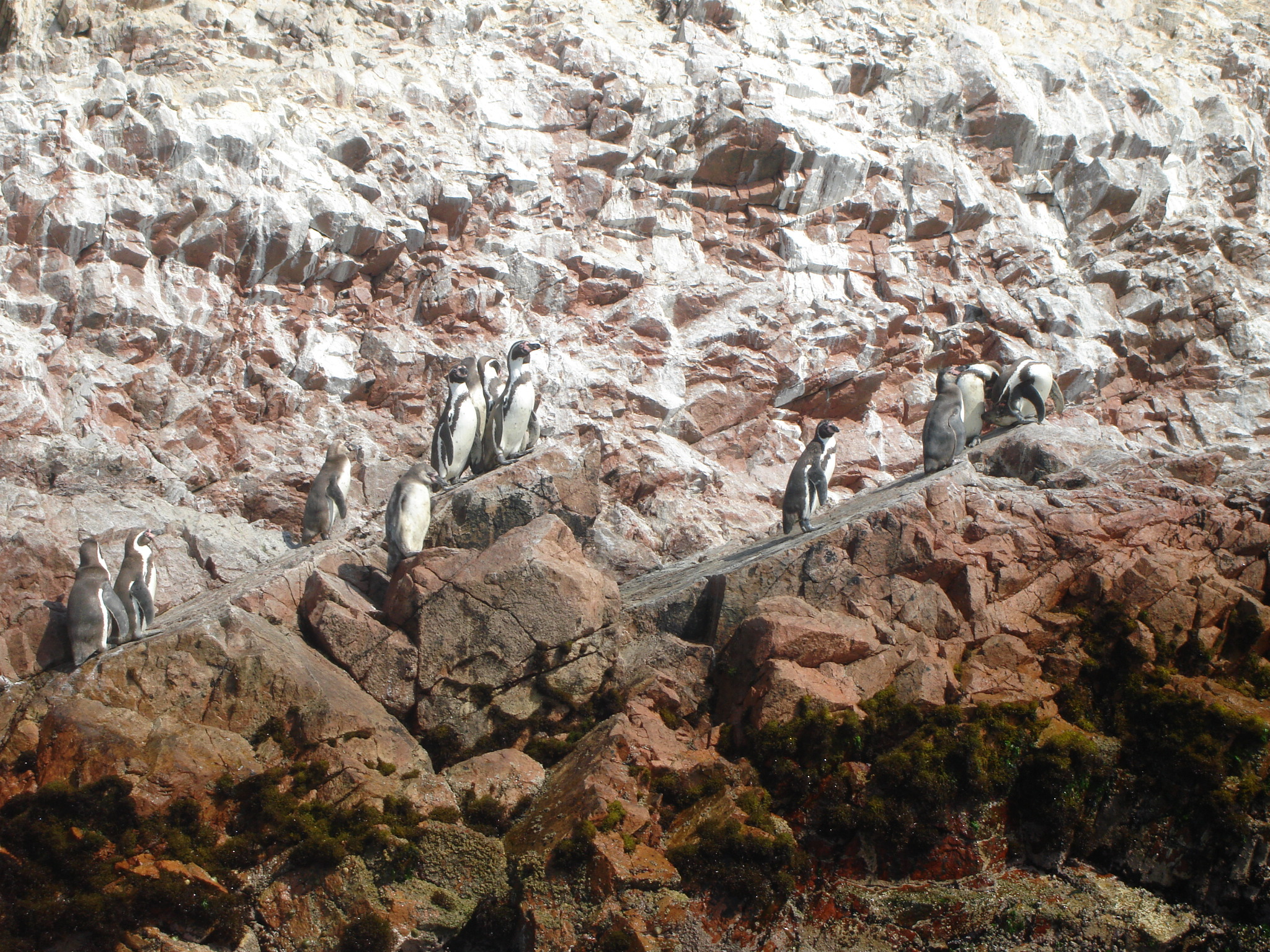
フンボルトペンギン
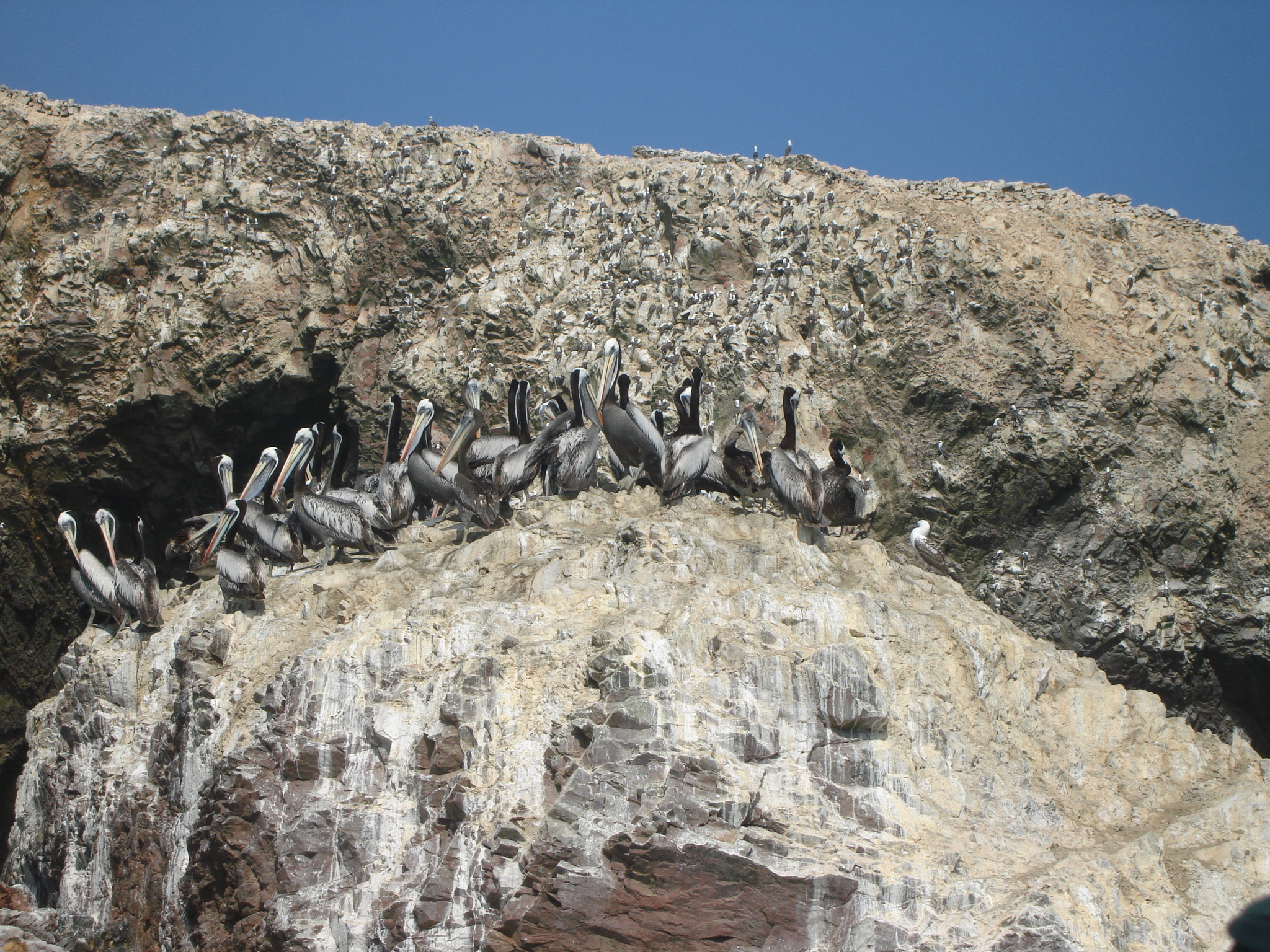
チリペリカン
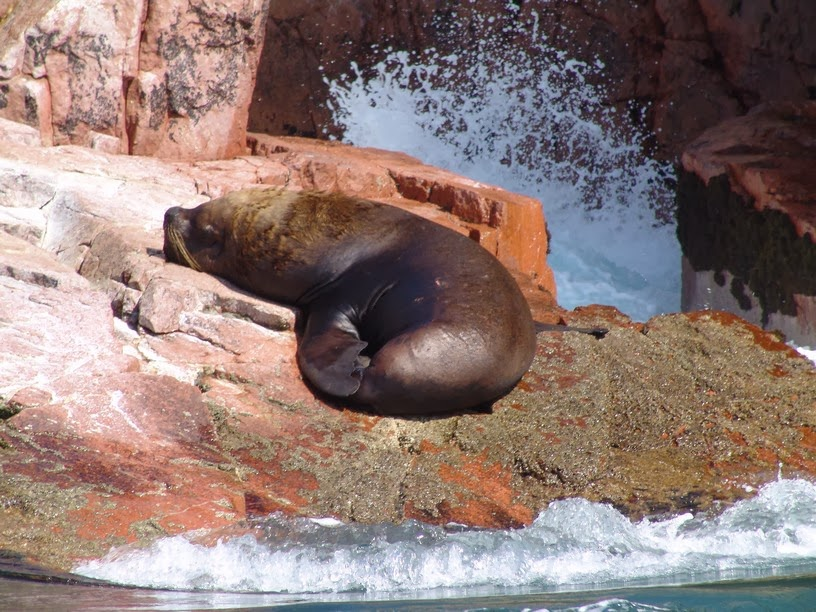
南アメリカオットセイ